# Conoscenza accidentale
Per conoscenza accidentale si intende quella conoscenza che si acquisisce in modo del tutto casuale, attraverso quello che appunto viene chiamato incidente di conoscenza. Questa terminologia appartiene a quella disciplina denominata gestione della conoscenza, la quale studia in che modo sia possibile far sì che "la conoscenza giusta arrivi alla persona giusta al momento giusto per poter prendere la migliore decisione possibile". 
Nello specifico, l'incidente di conoscenza rappresenta un meccanismo capace di veicolare la conoscenza giusta alla persona giusta ma, per sua stessa definizione, non necessariamente al momento giusto, aspetto che può vanificare del tutto il trasferimento di tale conoscenza. Il valore della conoscenza, infatti, è strettamente legato al fattore temporale, fattore che a sua volta può o meno essere relativo al destinatario della conoscenza.
Facciamo un esempio: veniamo a sapere che l'esame che avremmo dovuto dare oggi è stato rimandato. Purtroppo siamo venuti a saperlo dopo essere già saliti sul treno diretto verso la località dove l'avremmo dovuto tenere, quando oramai siamo in prossimità della stazione di arrivo. Questa informazione ci permetterà di tornare a casa prima del previsto, ma non di risparmiarci il costo del viaggio di andata e comunque di perdere un'intera mattinata. In questo caso la conoscenza ha perso valore perché giunta in ritardo. Se tuttavia l'informazione in questione fosse stata spedita via SMS a un gruppo di persone, e alcune di loro non avessero ancora preso il treno, provenendo da località diverse, allora, almeno per alcune, essa sarebbe ancora valida. Il tempo assoluto in questo caso non conta, dato che persone differenti possono aver pianificato il viaggio in momenti differenti.
Sebbene gli incidenti di conoscenza siano quindi un meccanismo debole, è ancora possibile sfruttarli in un sistema di conoscenza se si aumenta la frequenza con cui essi avvengono. Sostanzialmente è il cosiddetto sistema della macchinetta del caffè (gli anglosassoni parlano di distributore dell'acqua), ovvero la presenza nel sistema di un punto di attrazione attorno al quale si sviluppino una serie di incontri casuali che aumentino la condivisione accidentale di conoscenza.